# Ren (pierwiastek)
Ren (Re, łac. rhenium) – pierwiastek chemiczny z grupy metali przejściowych. Zaliczany jest do metali szlachetnych. Nazwa pochodzi od rzeki Ren.
Istnienia tego pierwiastka metodami spektroskopowymi dowiedli Walter Noddack, Ida Tacke i Otto Berg w 1925 roku.
W formie czystej jest srebrzystym błyszczącym metalem o dużej twardości. Metaliczny ren przypomina platynę (gęstość 21,09 g/cm³). Po wyżarzeniu staje się miękki i kowalny. Uszlachetnia stopy metali, znacząco zwiększając ich twardość i odporność na korozję. Roztwarza się tylko w kwasach utleniających: kwasie azotowym i gorącym, stężonym kwasie siarkowym.
Ren występuje w skorupie ziemskiej w ilości 4×10−4 ppm, wyłącznie w stanie rozproszonym, głównie w molibdenicie, kolumbicie i łupkach miedzionośnych.

## Związki
Ren, w porównaniu do manganu, tworzy trwalsze związki na wyższych, a mniej trwałe na niższych stopniach utlenienia. Znane są 4 tlenki: czarny ReO
2, niebieski Re
2O
5, czerwony ReO
3 i żółty Re
2O
7, przy czym ten ostatni powstaje w wyniku ogrzewania renu na powietrzu i stanowi końcowy produkt utleniania tego pierwiastka. Jest on związkiem trwałym i jest słabym utleniaczem (w przeciwieństwie do Mn
2O
7, który jest mocnym utleniaczem). Ponadto znany jest nietrwały czarny uwodniony tlenek renu(III), Re
2O
3·2H
2O. Tlenek renu(VI), ReO
3, jest jedynym trwałym tlenkiem manganowców na VI stopniu utlenienia. Powstaje podczas ogrzewania tlenku renu(VII) z metalicznym renem lub przez jego redukcję za pomocą CO.
Tlenek renu(VII) tworzy z wodą silny kwas nadrenowy. Jego sole stanowią punkt wyjścia do całej chemii renu.
Tlenek renu(VI) jest mało reaktywny. Nie reaguje ani z wodą, ani z roztworami kwasów i zasad. Po stopieniu z NaOH daje nietrwały renian(VI) sodu, Na
2ReO
4. W podobnej reakcji z tlenku renu(IV) można otrzymać również nietrwały renian(IV) sodu, Na
2ReO
3.
Z siarką ren tworzy dwa siarczki: Re
2S
7 i ReS
2. W połączeniach z fluorowcami ren występuje na stopniach utlenienia III – VII. Znane są: ReI
3, ReBr
3, ReCl
3, ReI
4, ReBr
4, ReCl
4, ReF
4, ReBr
5, ReCl
5, ReF
5, ReCl
6, ReF
6 oraz ReF
7, który jest jedynym znanym halogenkiem metalu przejściowego na VII stopniu utlenienia.

## Zastosowanie
- jako składnik superstopów odpornych na pełzanie w wysokich temperaturach;
  - w przemyśle lotniczym (monokrystaliczne łopatki silników odrzutowych, turbiny silników i osłony pojazdów, wykonywane z nadstopów na bazie niklu, zawierających od 3 do 6% renu);
  - w przemyśle zbrojeniowym (rdzenie do pocisków przeciwpancernych)[6];
  - do produkcji termopar, elementów grzewczych, styków elektrycznych, elektrod, elektromagnesów, lamp próżniowych i rentgenowskich, żarówek błyskowych, powłok metalicznych;
- jako katalizator w takich reakcjach jak: metateza, epoksydacja (metylotrioksoren), dihydroksylacja, m.in. w produkcji wysokooktanowych benzyn bezołowiowych;
- w medycynie – w radioizotopowej synowektomii (RSO), polegającej na niszczeniu zapalnie zmienionej błony maziowej promieniowaniem beta emitowanym przez izotop 186
Re.

## Technologia i proces produkcyjny
Ren pozyskuje się zazwyczaj z rud manganu. Podczas ich prażenia na powietrzu związki renu przekształcają się w lotny Re
2O
7 (temperatura wrzenia 360 °C), kondensujący w postaci pyłu. Przetwarza się go w nadrenian amonu, NH
4ReO
4 (APR, z ang. ammonium perrhenate) i redukuje za pomocą wodoru.
W Polsce technologię pozyskiwania związków renu ze ścieków z huty miedzi opracowano w KGHM Ecoren i Instytucie Metali Nieżelaznych w Gliwicach. Metoda wykorzystuje technologie hydrometalurgiczne – otrzymywanie metali z rud, koncentratów i innych surowców za pomocą roztworów odpowiednio dobranych związków chemicznych.
W Legnicy działa jedyna fabryka w Europie produkująca ren metaliczny pozyskiwany z własnych źródeł.
Technologia składa się z dwóch zasadniczych części, realizowanych w oddzielnych instalacjach. W początkowej fazie ściek jest filtrowany, a następnie przepuszcza się go przez kolumny wypełnione żywicą jonowymienną. W nich odbywa się „wyłapywanie” jonów renu. Następnie ren jest wymywany. Wzbogacony roztwór (eluat renowy) stanowi surowiec do produkcji nadrenianu amonu, a w dalszej kolejności metalicznego renu.

## Rynek
Światowe zasoby renu szacuje się na maks. 17 tys. ton, największe występują w Chile, USA, Kanadzie, Kazachstanie, Rosji, Uzbekistanie i Peru. W Polsce ren występuje jako domieszka w złożach miedzi w okolicach Lubina. Największym producentem renu jest firma Molymet z Chile (w 2007 uzyskała ponad 20 ton), zaraz za nią Phelps Dodge ze Stanów Zjednoczonych oraz Kazakhmys z Kazachstanu. W Europie jedynym producentem renu z własnych źródeł jest polska spółka KGHM Metraco (do roku 2014 KGHM Ecoren), która zajmuje czwarte miejsce wśród globalnych potentatów.
Cena średnia renu metalicznego od 1991 r.
Najistotniejsze produkty handlowe renu to metal i APR. W pierwszych 2 dekadach XXI w. ceny renu ulegały znaczącym zmianom. Przez pierwsze 5 lat oscylowały one wokół 1000 USD/kg, po czym zaczęły wzrastać, dochodząc do 4000 USD/kg w 2012 r. Następnie zaczął się ich spadek do poprzedniego poziomu. W efekcie nastąpiło zamknięcie wielu zakładów odzyskujących ren w procesie recyklingu oraz zakładów produkujących ten metal